# Файърхол
Файърхол (на английски: Firehole) е река в северозападната част на щата Уайоминг, Съединените американски щати и е един от двата основни притока на река Медисън(река)|Медисън.
Тя извира от главния вододел на Скалистите планини и тече около 34 km на север, където се слива с река Гибън, образувайки река Мадисън. Файърхол протича през няколко от основните гейзерни басейни на Националния парк Йелоустоун. Тя е част от системата на река Мисури.

## Описание
Река Файърхол тече през няколко гейзерни басейна в Националния парк Йелоустоун, включвайки горен гейзерен басейн, в който се намира световноизвестния гейзер Олд Файърхол. Реката е наречена Firehole заради парата, която я кара да изглежда, че пуши като в огън. 
Файърхол тече над три от най-големите водопади на Йелоустоун: каскадите Кеплер, южно от Олд Файърхол, Файърхол Фолс и каскадите на Файърхол в каньона Файърхол. 
Реката е заобиколена от геотермални елементи, които изхвърлят вода в нея, което води до повишаване на температурата на водата. Измерените температурите в реката са до 30 °C (86 °F) и средно с 5 до 10 °C (9 до 18 °F) по-високи обичайните в района. 
Установено е, че нивата на бор и арсен са над стандартните граници за защита на водните организми. Въпреки тези нива, кафявата и дъговата пъстърва живеят и хвърлят хайвер в реката.
В реката се среща инвазивния вид Potamopyrgus antipodarum. 

## Притоци
Притоци на Файърхол са реките Little Firehole, Fairy Creek, Iron Spring Creek, Sentinel Creek и Nez Perce Creek. Всички тези притоци доставят хладни води до Файърхол и осигуряват убежище на пъстърва  по време на високите температури в средата на лятото, причинени от геотермална активност.

## Риболов
Река Файърхол е известна и легендарна дестинация за риболовците. Когато е открита през 1830-те от американски изследователи, Файърхол е била без пъстърва. Сивенът е бил пуснат за първи път в Файърхол  през 1889 г., докато пъстърва, най-обилната риба в реката днес, е била пусната за първи път през 1890 г. Дъговата пъстърва е въведена едва през 1923 г. Планинска бяла риба е родом от Файърхол. До края на 19-ти век Националният парк Файърхол и Йелоустоун като цяло са били популярна дестинация за рибари. През 1955 г. всички програми за зарибяване в парка са прекратени и днешните пъстърви в реката са напълно диви популации. През 1968 г., въз основа на нарастващия натиск върху реките Файърхол, Гибон и Медисън, Службата на националния парк разрешава само мухарски риболов.